# Leo (film, 2023)
Leo är en amerikansk animerad familje-komedifilm från 2023. Filmen är regisserad av Robert Marianetti, Robert Smigel och David Wachtenheim. Adam Sandler har producerat filmen och är också rösten till titelkaraktären, ödlan Leo.
Filmen hade premiär på streamingtjänsten Netflix den 22 november 2023.

## Handling
Filmen kretsar kring den 74 åriga gamla ödlan Leo. Han och hans vän, som är en sköldpadda har tröttnat på att bo i det klassrum där de levt under flera decennier och bestämmer för att rymma därifrån.

## Rollista (i urval)

### Engelska originalröster
- Adam Sandler – Leo
- Bill Burr – Squirtle
- Cecily Strong – Ms. Malkin
- Jason Alexander – Jaydas far
- Rob Schneider – rektor
- Allison Strong – Mrs. Salinas
- Jo Koy – coach Kimura
- Sadie Sandler – Jayda
- Sunny Sandler – Summer
- Jackie Sandler – Jaydas mor
- Heidi Gardner – Elis mor
- Nicholas Turturro – Anthonys far
- Nick Swardson